# Морська змія спіральна
Морська змія спіральна (Leioselasma spiralis) — отруйна змія з роду Leioselasma родини Аспідові. Інша назва «жовта морська змія».

## Опис
Загальна довжина досягає 1,6—1,83 м. Спостерігається статевий диморфізм — самиці більші за самців. Голова невелика. Тулуб щільний, хвіст дуже плаский та короткий (12—14 см). Позаду отруйних іклів розташовано 6—7 простих зубів. Луска на тулубі округла з гострими кінцями. Забарвлення жовте або жовто—зелене з вузькими чорними смугами поперек тулуба.

## Спосіб життя
Усе життя проводить у морській воді. Харчується рибою та молюсками.
Отрута становить значну небезпеку для людини.
Це яйцеживородна змія. Самиці народжують до 12 дитинчат.

## Розповсюдження
Мешкає від узбережжя Індії до Філіппін та південного Китаю (на півночі) й до Нової Гвінеї й Нової Каледонії (на півдні). Зустрічається на сході Перської затоки.